# Fauskemarmor

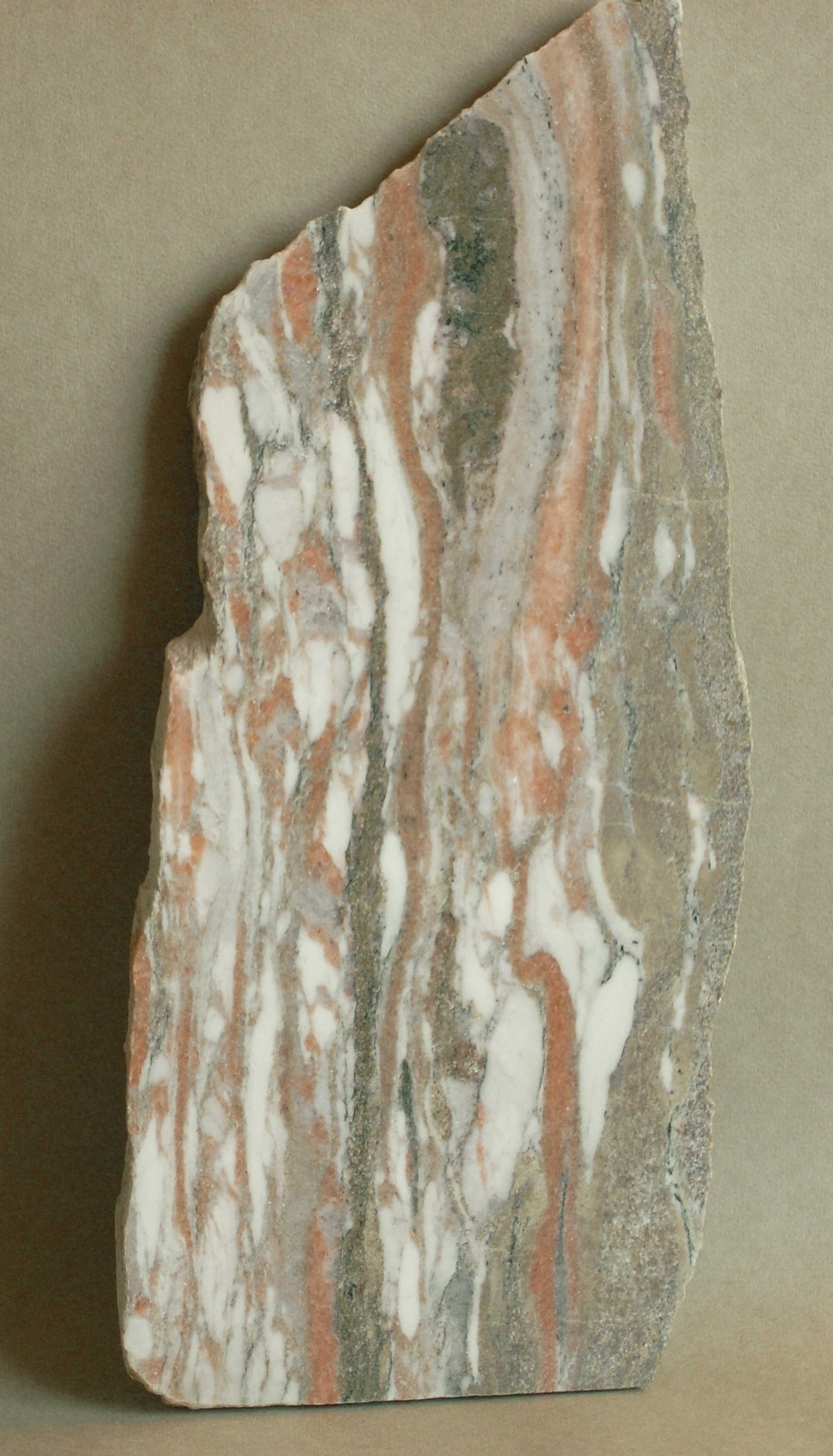
Fauskemarmor (Norwegian Rose).

Fauskemarmor är en sorts marmor som finns i Fauske i Nordland fylke i Norge. Här har man haft bergindustri sedan 1895.
Marmorn finns på Fauskeeidet och består av kalkspatmarmor, som är delvis dolomitförande och bildats genom regionalmetamorfos av silurisk kalksten. Bergarterna tillhör Tespfjell-täcket i den norra delen av Nordland.
I dagbrott bryts flera olika färgvarianter av marmorn: vit och röd, vit och grön, vit och blå samt vit och svart. Bland handelsnamnen finns Coloritt, Antique Fonce och Norwegian Rose. Stenen används huvudsakligen inomhus, i till exempel Oslo rådhus, Oslo tinghus, Gardermoen lufthavn, Kungliga operan i Stockholm och FN-byggnaden i New York.